# One A110

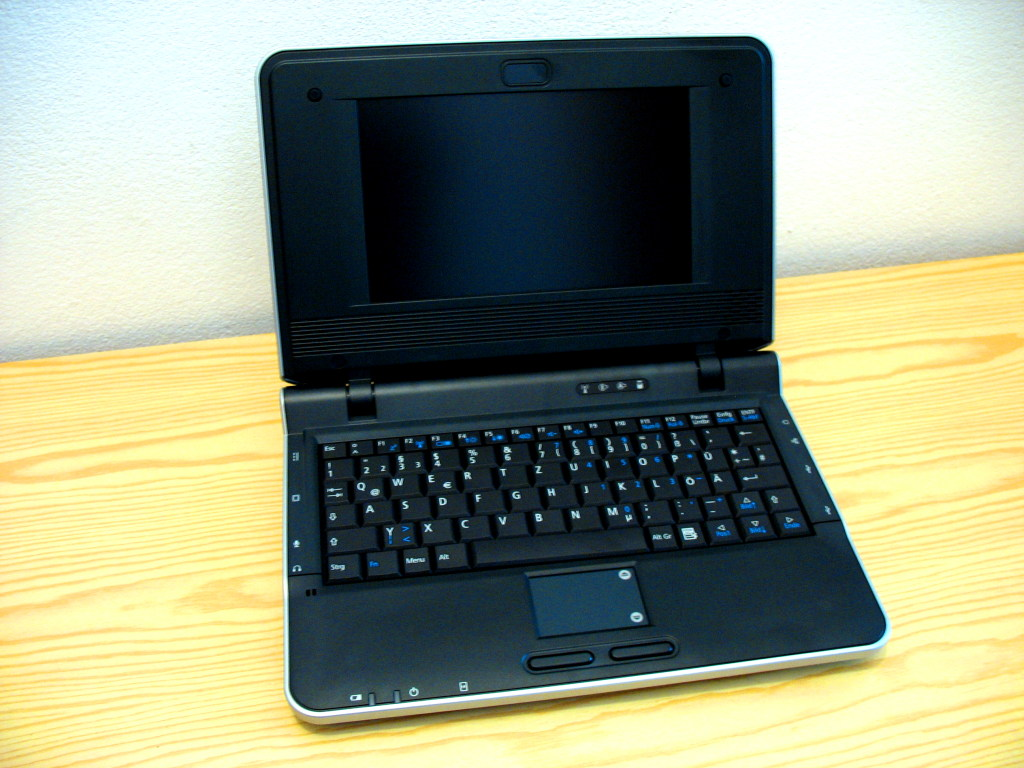
Netbook One A110

El One A110 es un netbook comercializado por la compañía One de Alemania. Es una versión personalizada del Quanta ILI Mini-Note de  Quanta Computer e incorporaba de serie Linpus Linux. Sin embargo, algunos o todos los equipos de la primera remesa fueron entregados con una versión modificada de Ubuntu Linux,  instalado utilizando SquashFS para encajar el sistema en los 2 GiB de memoria flash.
En total se comercializaron los siguientes modelos (precios de septiembre de 2008)
- One A110: 512 MiB RAM, 2 GB SSD, Linpus Linux, 199 Euros
- One A115: 512 MiB RAM, 4 GB SSD, Webcam, Linpus Linux, 239 Euros
- One A140: 1 GiB RAM, 60 GB HHD, Webcam, Linpus Linux, 259 Euros
- One A120: 512 MiB RAM, 4 GB SSD, Webcam, Windows XP, 269 Euros
- One A150: 1 GiB RAM, 60 GB HHD, Webcam, Windows XP, 289 Euros

## Características
- CPU: VIA C7-M ULV (Ultra Low Voltage) a 1 GHz (Front Side Bus a 400 MHz, consumo máximo de 3,5 vatios)
- Chipset: VIA VX800 System Media Processor (integra el Northbridge y el Southbridge)
- Pantalla: TFT de 7 pulgadas con una resolución de 800×480. Soporta monitor interno, externo, dual.
- Gráficos: 3D/2D S3 Graphics Chrome9 HC3 integrado en el chipset con VRAM compartida de 32/64/128 MB (configurable en BIOS).
- Memoria RAM: 512 MiB o 1 GiB DDR2 PC400 incorporada en al placa madre, no actualizable.
- Carcasa: en color negro con laterales plateados, de 243 x 171 x 28 mm y un peso de 0,95 kilogramos. En el lateral izquierdo conector de la fuente de alimentación externa, puerto VGA DE-15 y dos minijack de auriculares y micrófono. En el derecho, dos puertos USB 2.0, conector RJ-45 de red y conector RJ-11 de módem. En el frontal lector multitarjeta. Abierto, Webcam integrada de 0,3 megapíxels sobre la pantalla (de Chicony Electronics Co., excepto A110), altavoces estéreo incorporados (uno a cada lado de la pantalla), teclado y touchpad en la mitad inferior.
- Teclado : QWERTY de 80 teclas
- Almacenamiento :
  - Unidad de estado sólido : 2 o 4 GiB de memoria flash
  - Disco duro : IDE de 60 GB
- Tarjeta de sonido: VIA Vinyl VT1708A HD Audio codec.
- Redes
  - Ethernet: 10/100 Mbit/s Realtek RTL8139/810x Fast Ethernet NIC
  - Wi-Fi: Realtek RTL8187B 802.11g 54 Mbit/s
  - Módem: Agere Systems HDA Modem 56 kbit/s
- Entrada/Salida :
  - 1 conector VGA DE-15
  - 2 puertos USB 2.0
  - 1 puerto RJ-45 Ethernet
  - 1 puerto RJ-11 módem
  - Conector de seguridad Kensington
  - Conectores de Audio:
    - 1 minijack de entrada de micrófono
    - 1 minijack de auriculares (line out)

  - Lector de tarjetas combinado Secure Digital/Multi Media Card/Memory Stick

## Equipos basados enQuanta ILI Mini-Note
- Airis Kira
- Aristo Pico 640
- Positivo Mobo
- Norhtec Gecko
- DreamBook Light IL1
- Ufotek Datron Mobee

### Productos similares
- DreamBook Light IL1
- Norhtec Gecko
- Positivo Mobo (Brazil)

#### Airis Kira
- Airis Kira 740 ultraportable reviewed: more storage than Eee plus XP
- Erster Test des Airis Kira 100
- Airis Kira video

- Datos: Q7092439
- Multimedia: ONE A110 / Q7092439